# 愛知県道242号鳴海停車場線
愛知県道242号鳴海停車場線（あいちけんどう242ごう なるみていしゃじょうせん）は、愛知県名古屋市緑区内を走る一般県道である。

## 概要

### 路線データ
- 起点：鳴海停車場[1]
- 終点：愛知県名古屋市緑区鳴海町[1]（愛知県道222号緑瑞穂線交点）
- 全長：約170 m

## 沿革
- 1959年12月15日：認定

## 地理

### 通過する自治体
- 愛知県
  - 名古屋市（緑区）

### 交差する道路
- 名古屋市道鳴海町第526号線
- 愛知県道222号緑瑞穂線（旧東海道）・名古屋市道古鳴海停車場線（本町交差点）

### 沿線
- 名鉄名古屋本線 鳴海駅
- 扇川